# Baixo Alentejo

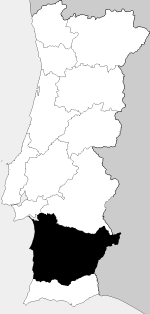
Den gamla provinsen Baixo Alentejo

Baixo Alentejo var en provins i södra Portugal mellan 1936 och 1976. I likhet med landskapen i Sverige, har de gamla provinser numer ingen politisk eller administrativ betydelse, men de lever kvar som kulturella referenser och används i sammanhang som till exempel turistmarknadsföring, idrottsverksamhet och geografiundervisning.
Det gamla Baixo Alentejo gränsade i väst till Atlanten, i norr till Alto Alentejo och Estremadura, i öst till Spanien och i söder till Algarve. Provinsen motsvarade ungefär dagens Distrito de Beja samt halva Distrito de Setúbal.

## Större tätorter
- Beja
- Alcácer do Sal
- Almodôvar
- Moura
- Grândola
- Santiago do Cacém
- Sines
- Aljustrel
- Odemira
- Serpa

## Galleri

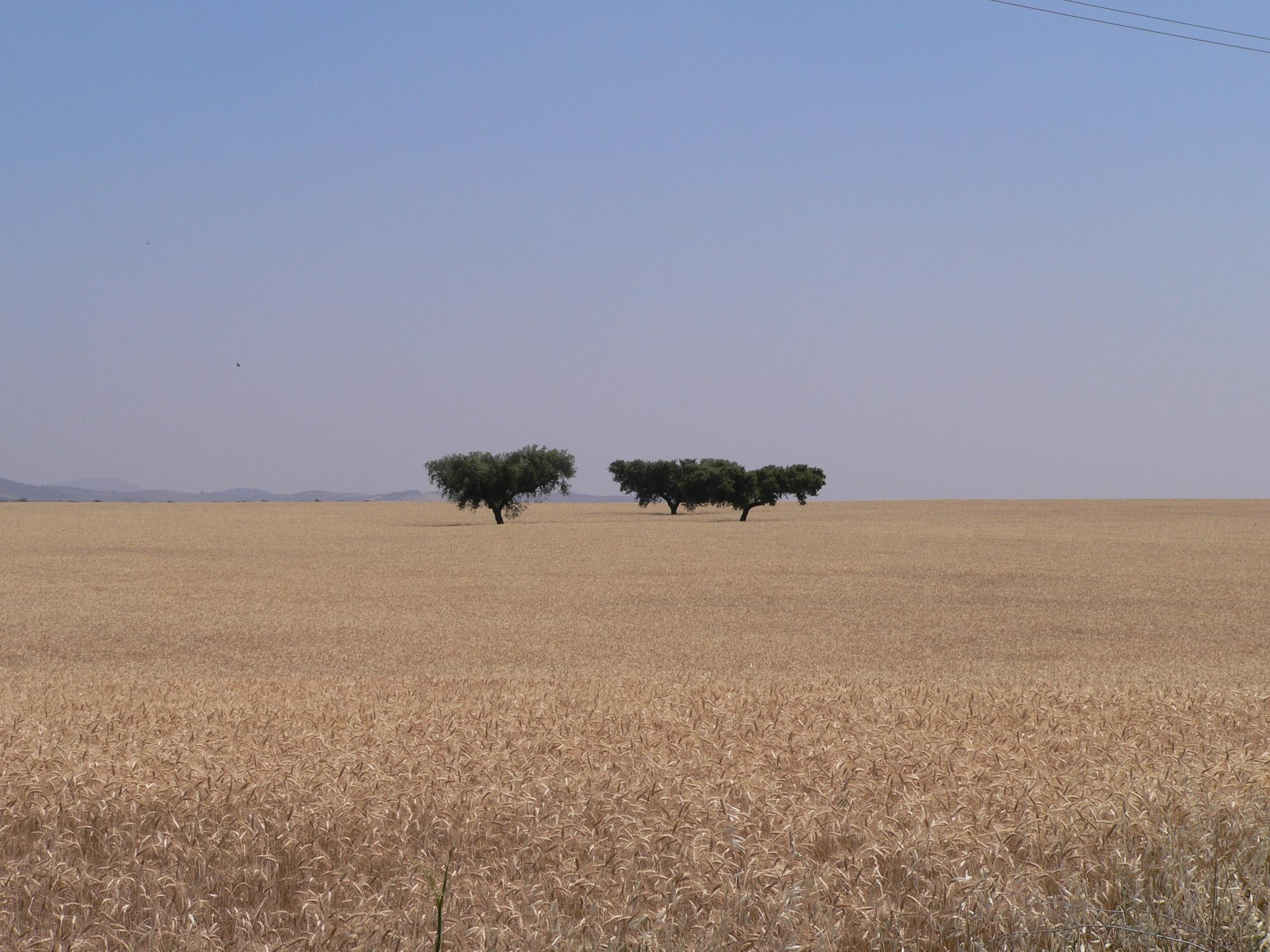
Vetefält i Baixo Alentejo
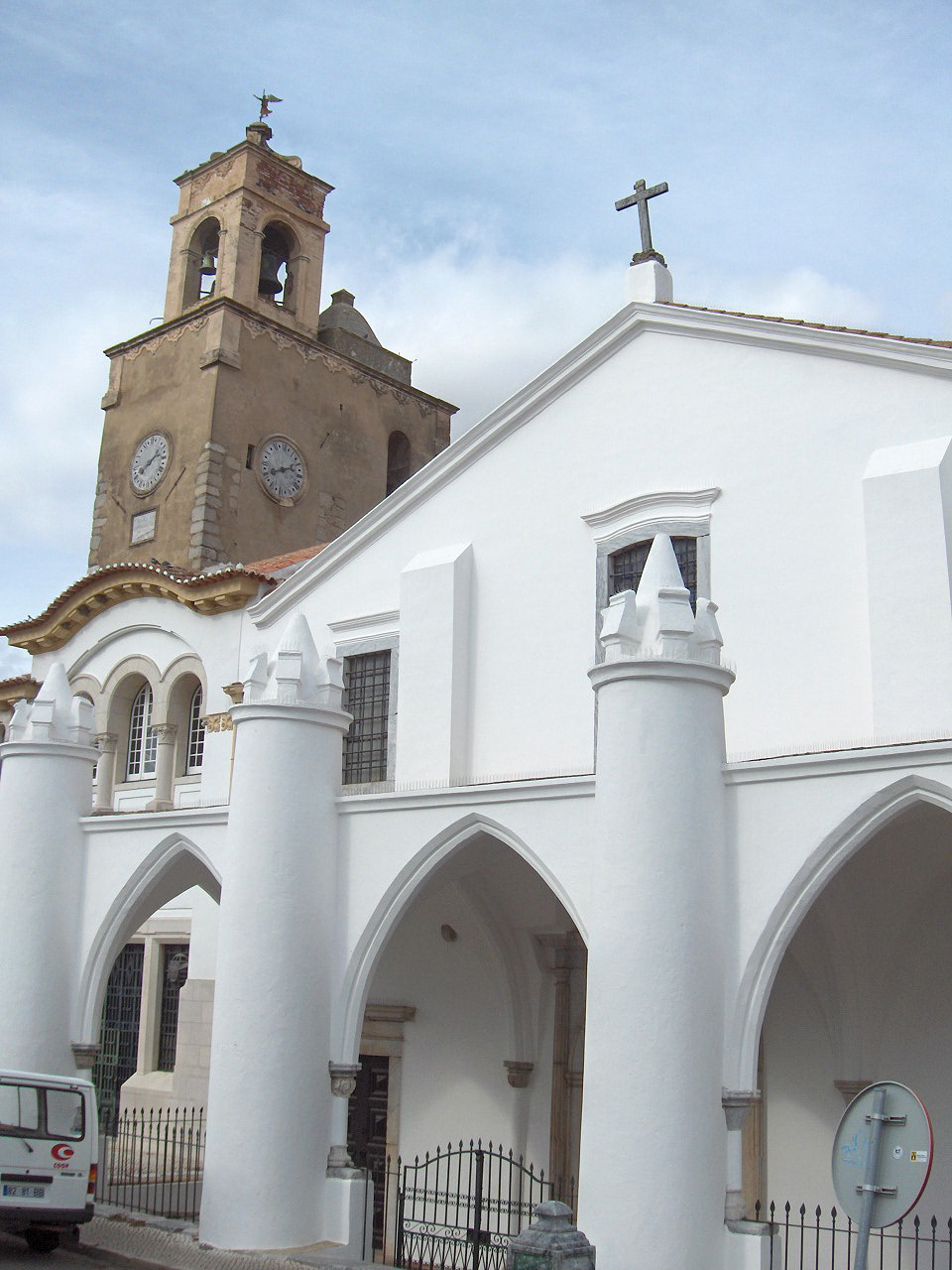
Santa Maria-kyrkan i Beja
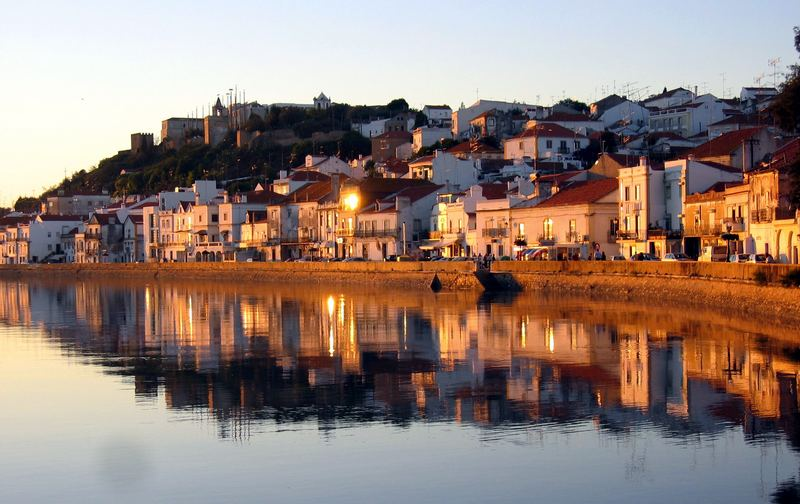
Floden Sado vid Alcácer do Sal
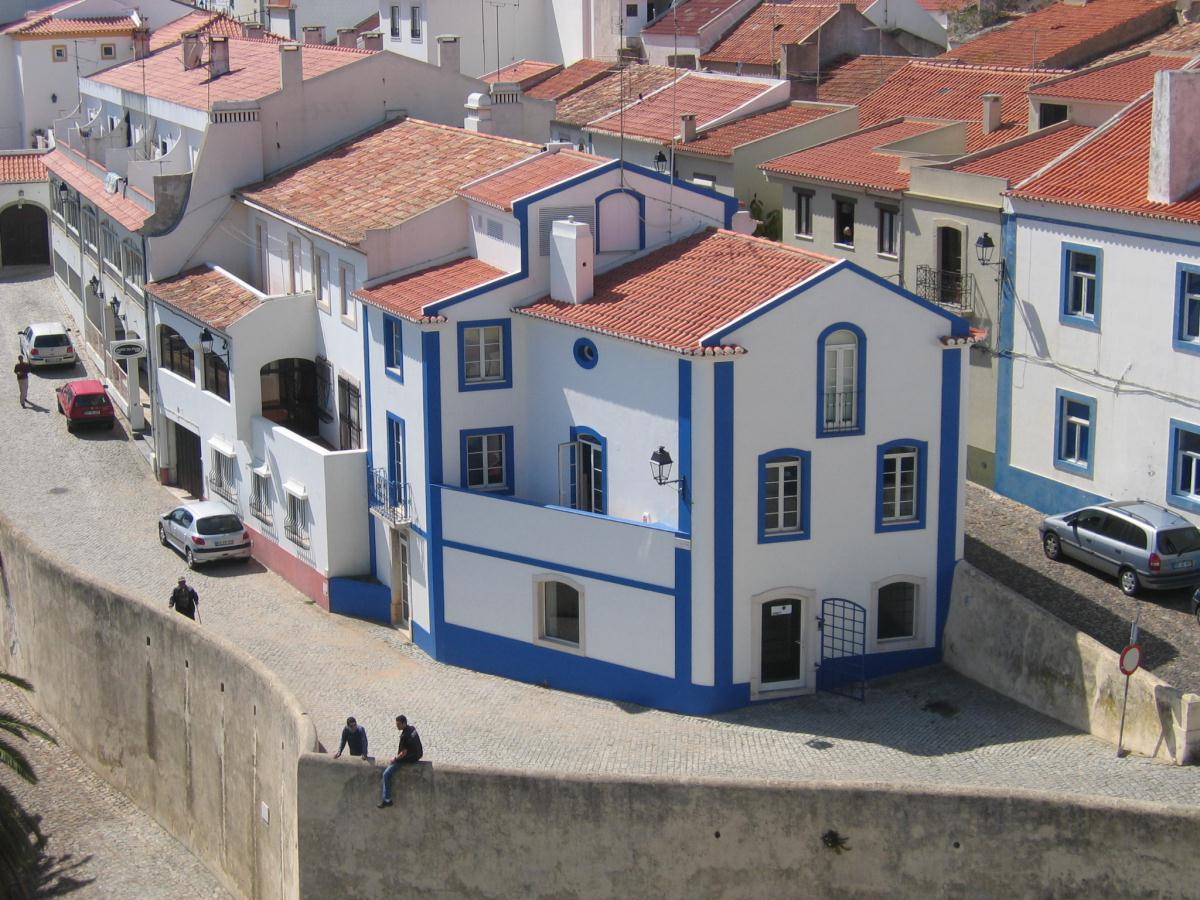
Gamla staden i Sines
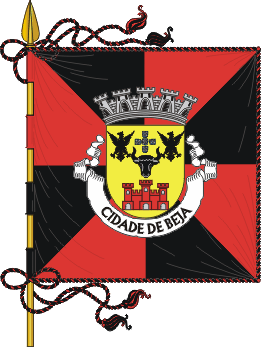
Beja
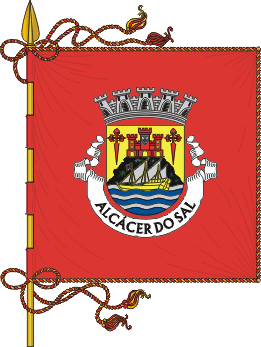
Alcácer do Sal
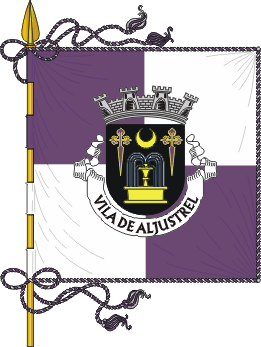
Aljustrel
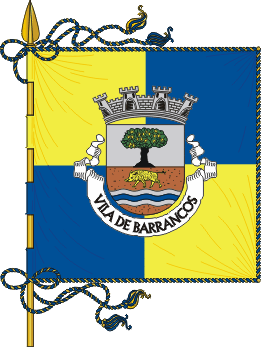
Barrancos